# The Sweetest Days
The Sweetest Days è il terzo album in studio della cantante e attrice statunitense Vanessa Williams, pubblicato nel 1994.

## Tracce
1. Intro-Lude – 0:55 (Gerry Brown, Jermaine Dupri, Nick Moroch, Malik Taylor)
2. The Way That You Love – 4:48 (Abenaa, J. Dibbs)
3. Betcha Never – 3:55 (Babyface)
4. The Sweetest Days – 3:31 (Phil Galdston, Jon Lind, Wendy Waldman)
5. Higher Ground – 4:19 (Steve Dorff, George Gree)
6. You Don't Have to Say You're Sorry – 4:10 (Patti Austin)
7. Ellamental – 6:06 (Laythan Armor, Bunny Hull)
8. Sister Moon – 5:28 (Sting)
9. You Can't Run – 4:27 (Babyface)
10. Moonlight Over Paris – 5:07 (Roger Guth, James Mayer, Peter Mayer)
11. Constantly – 5:04 (Jimmy Van Heusen, Donald Robinson)
12. Long Way Home – 4:18 (Eric Carmen, Phil Galdston, Brock Walsh)